# قلعه دونینگتون
قلعه دونینگتون (انگلیسی: Donnington Castle) یک بنای ویران و قرون وسطایی است که در دهکده کوچک دانینگتون، درست در شمال شهر نیوبوری در شهرستان بارکشر انگلستان واقع شده‌است. این قلعه توسط سر ریچارد آبربوری بزرگ در سال ۱۳۸۶ تأسیس شد و قبل از اینکه قلعه در دوره تودور تحت کنترل سلطنتی قرار گیرد توسط توماس چاسر خریداری شد. در طول نخستین جنگ داخلی انگلستان، قلعه توسط سلطنت طلب سر جان بویز نگهداری می‌شد و در محاصره ۱۸ ماهه مقاومت کرد. پس از تسلیم شدن پادگان، پارلمان رای به تخریب قلعه دونینگتون در سال ۱۶۴۶ داد. تنها دروازه دژ باقی مانده‌است. این سایت یک بنای تاریخی برنامه‌ریزی شده‌است که تحت مراقبت میراث انگلستان است. قلعه دارای سه طبقه شامل زیرزمین و دارای شکاف‌های مخصوص برای اهداف دفاعی است.
بازدیدکنندگان می‌توانند خرابه‌ها را کاوش کنند و از طریق نمایش‌ها و نمایشگاه‌های آموزنده با تاریخچه آن آشنا شوند. موقعیت استراتژیک قلعه در بالای یک تپه چشم‌اندازهای دیدنی از حومه اطراف را فراهم می‌کند.